# Дегельминтизация
Дегельминтизация (от де и гельминты) — комплекс лечебно-профилактических мероприятий, направленных на оздоровление окружающей среды от инвазионного материала (яиц, личинок) и оздоровление животных и населения от гельминтов. Принадлежит к более широкому разделу паразитологии — девастации. Впервые предложил этот термин К. И. Скрябин в 1925 году.

## У животных

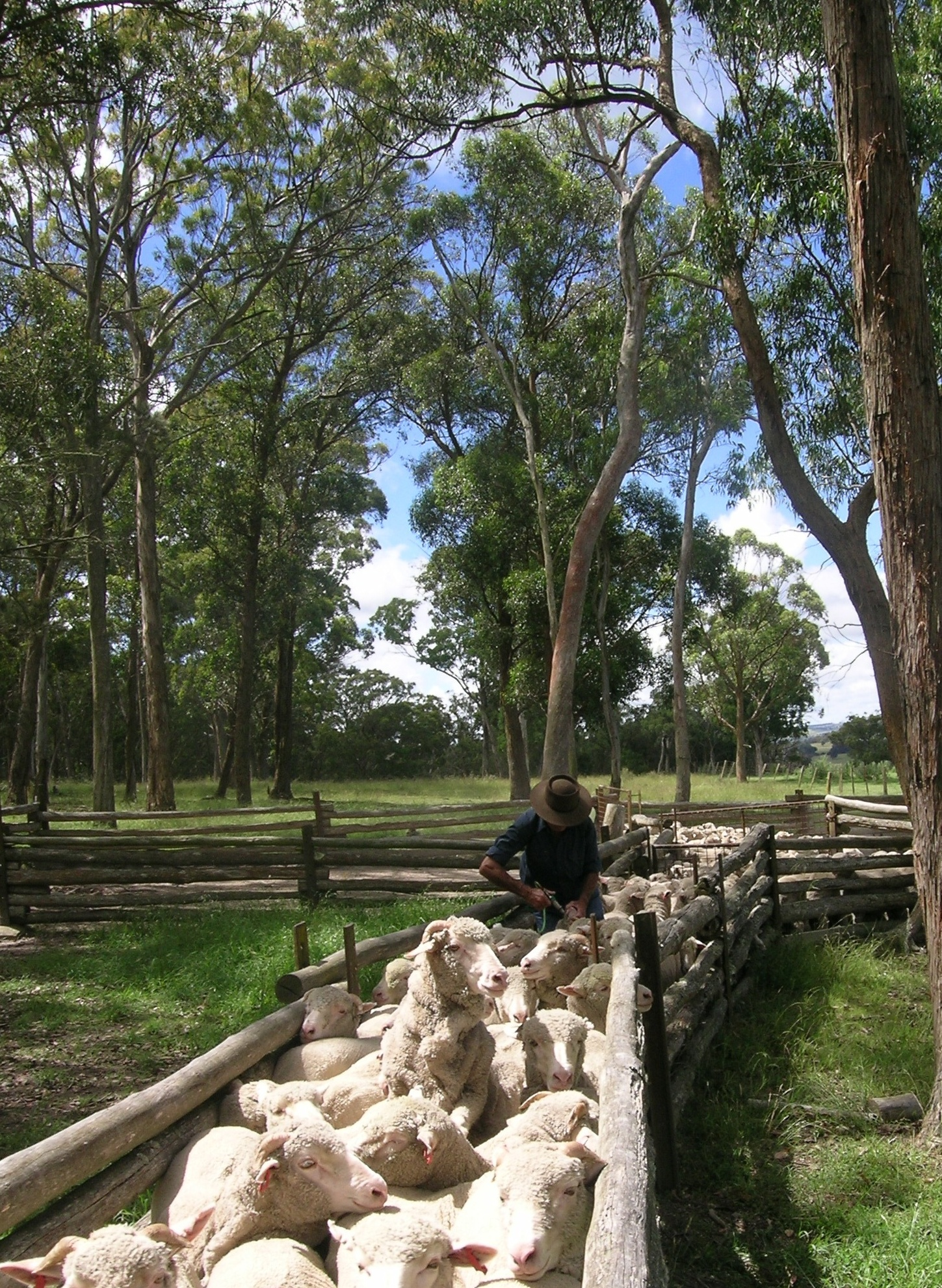
Дегельминтизация годовалых ягнят-мериносов в

Дегельминтизацию осуществляют у животных, давая им антигельминтики, чтобы избавиться от кишечных паразитов, таких, например, как, нематоды и цестоды. Очистительные антигельминтики для сельскохозяйственных животных часто составлены в виде жидкости, которую разбрызгивают в заднюю часть рта животного, в виде инъекций и орошения животного снаружи. У лошадей антигельминтики формируют как зубную пасту и гель, однако нередко используют вливания жидкостей. При этом они могут быть посуточного или пролонгированного действия. У собак и кошек антигельминтики включают разные фармакологические формы, включая гранулы для добавления в корм, пилюли, жевательные таблетки и жидкие суспензии. Дегельминтизация у овец обычно производится при помощи особого шприца, вливающего препарат в горло животного, например, с целью профилактики ценуроза и эхинококкоза.
Существуют два вида дегельминтизации в зависимости от задачи. Во-первых — лечебная, когда гельминтоз уже диагностировали. Во-вторых — профилактическая, когда антигельминтики дают одновременно с больными животными и всем другим, содержавшимся вместе с ними в одном стаде. Её делают в определённые календарные сроки. Наибольшим эффектом обладает преимагинальная дегельминтизация, когда гельминты не достигли половой зрелости с целью предотвращения переболевания заражённых животных и рассеивания инвазионного материала.

## У человека
Главная её цель у человека — уменьшение количества гельминтов в его кишечнике. Она также производится антигельминтиками с обязательным последующим обезвреживанием выделяемых паразитов, их фрагментов, личинок и яиц. Проведение энтеросорбции необходимо и показано как при подготовке к дегельминтизации, так и после приема антигельминтиков (не ранее чем через 2 ч). Это необходимо для подстраховки от негативного действия токсинов на органы-мишени — печень, почки и поджелудочную железу.
Согласно ВОЗ, около 2 миллиардов человек по всему миру инфицированы геогельминтами, биогельминтами и водными трематодами —  шистосомами. Многие из инфицированных гельминтами живут в развивающихся странах и не имеют доступа к чистой воде и санитарно-гигиеническим мероприятиям. Гельминтозы, чаще всего не будучи опасными для жизни, имеют существенное негативное влияние на познавательные способности у детей и общее состояние здоровья человека. Так, дети, инвазированные гельминтами больше склонны серьёзно заболеть. Гельминты также представляют барьер для развития экономики, так как инвазированные ими дети имеют меньше шансов быть продуктивными взрослыми. Дегельминтизация детей в развивающемся мире — потенциально эффективная стратегия медицины и развития. В странах с малым и средним доходом с хорошо развитой дегельминтизацией широко доказана её польза. В связи с этим, а также из-за сравнительно небольшой стоимости, дегельминтизация привлекает внимание специалистов, связанных с глобальным здравоохранением. Исследования Майкла Кремера и Эдварда Мигуэля, изучавшие дегельминтизацию в школах, обнаружили, что она увеличила посещаемость.